# HETE 2
High Energy Transient Explorer 2 (HETE-2; також відомий як Explorer 79) — астрономічний супутник NASA та міжнародними учасниками (переважно Японією та Францією). Супутникова шина для першого HETE-1 була розроблена та виготовлена компанією AeroAstro, Inc., Герндона, штат Вірджинія, і була втрачена під час запуску 4 листопада 1996 року; Супутник на заміну HETE-2 був побудований Массачусетським технологічним інститутом (MIT) на основі оригінального проекту HETE.

## Міжнародні учасники
PI Інститут в MIT є штаб-квартирою команди HETE-2; однак члени команди в галузі науки, приладобудування та інженерії є глобальними.
Заклади-учасники в команді HETE-2 наступні:
- MIT, Центр космічних досліджень (MIT/CSR) у Кембриджі, Массачусетс — головний дослідник HETE-2; Джордж Рікер. Массачусетський технологічний інститут створив і випробував шину космічного корабля, програмне забезпечення для керування супутниками, основну наземну станцію на атолі Кваджалейн і станції оповіщення про вибухи на Галапагоських островах, Вознесіння, Габоні, атолі Кваджалейн і Кірибаті. MIT/CSR розробив і побудував оптичну камеру та камеру м’якого рентгенівського випромінювання для проекту HETE-2; ці інструменти використовували ПЗЗ-сенсори лабораторії MIT Lincoln.
- Лос-Аламосська національна лабораторія (LANL), Лос-Аламос, штат Нью-Мексико – розробила та створила кодовану апертуру WXM і програмне забезпечення для підтримки польотів і землі WXM.
- Університет Каліфорнії, Лабораторія космічних наук Берклі (SSL), Берклі, штат Каліфорнія – відповідає за аналіз даних інструментів Fregate та програмне забезпечення для справності приладів, а також програмне забезпечення SXC.
- Університет Каліфорнії, Санта-Крус (UCSC), Санта-Крус, Каліфорнія – допоміг у проектуванні та будівництві космічного корабля та наземних систем керування.
- Університет Чикаго, Іллінойс – відповідає за методи локалізації гамма-спалахів і складні інструменти спектрального аналізу.
- Centre d'Étude Spatiale des Rayonnements(інші мови) (CESR), Тулуза, Франція – відповідає за програмне забезпечення для польотів Fregate, операції та команди на орбіті. Станції сповіщення про вибухи Hiva Oa та Cayenne також належать їм.
- Centre Nationale d'Études Spatiales ( CNES ), Тулуза – створив і випробував GPS, необхідний для забезпечення точного часу та орбітальних елементів для HETE-2.
- École Nationale Supérieure de l'Aéronautique et de l'Espace (Sup'Aero), Тулуза – побудувала основну наземну станцію Каєнни.
- Instituto Nacional de Pesquisas Espaciais (INPE), Сан-Жозе-дус-Кампус, Бразилія – Жоао Брага з INPE, науковий співробітник групи HETE-2, контролює станцію оповіщення про вибухи, розташовану в Наталі, Ріо-Гранді-ду-Норті, Бразилія.
- Інститут фундаментальних досліджень Тата (TIFR), Мумбаї, Індія – Раві Манчанда з TIFR відповідає за станцію оповіщення про вибухи в Бангалорі.
- Consiglio Nazionale delle Ricerche (CNR), Болонья, Італія – Граціелла Піццічіні з TESRE у Болоньї керувала командою HETE-2 і керує станцією оповіщення про вибухи в Малінді, Кенія .
- Інститут хімії та фізики ( RIKEN ), Вако, Сайтама, Японія – створив і випробував апаратне забезпечення WXM, побудував головну наземну станцію в NUS і відповідає за станції оповіщення про вибухи в Палау та Сінгапурі . Вони також співпрацюють з Університетом Міядзакі, щоб керувати та підтримувати інструмент WXM на орбіті.

## Історія
Після невдалого запуску HETE-1 NASA погодились відновити супутник, використовуючи запасні частини. Фінансування HETE-2 схвалили у липні 1997 року, а будівництво почалося в MIT в середині 1997 року. Попередній досвід, включаючи спостереження гамма-всплесків на початку 1997 року за допомогою BeppoSAX і наземних телескопів, показав, що «ефект фонових електронів і протонів матиме глибокий вплив на ефективність спостереження та термін служби рентгенівських інструментів HETE-2». У результаті УФ-камери були видалені, дві з яких були замінені на камеру з кодованою апертурою на основі ПЗЗ (камера м’якого рентгена або SXC). Дві інші були замінені на оптичні ПЗЗ-камери, які служать трекерами зірок на HETE-2. У 1998 році NASA погодилося, що HETE-2 літатиме на екваторіальній орбіті.
Будівництво супутника HETE-2 було завершено у січні 2000 року, а повне тестування пройшло в готовому  на військово-повітряній базі Ванденберг в Каліфорній. Серед факторів, що посприяли відкладенню запуску, була стурбованість НАСА тим, що жодна з резервних станцій HETE-2 (Кайєнна, Французька Гвіана; Сінгапур) не була повністю працездатною. Станція Кайєнна потребувала схвалення для експорту з боку Управління із міжнародної торгівлі зброєю (ITAR) (Державний департамент США), що означало, що вона буде введена в експлуатацію лише за тиждень до запланованого запуску, тоді як Сінгапурська станція може бути доступна лише після запланованої дати запуску. Необхідність достатнього телеметричного контакту з HETE-2 на критичних ранніх етапах місії посилила занепокоєння щодо доступності наземної станції. Вони не змогли б без цього належним чином реагувати, уникати або мінімізувати будь-які непередбачені труднощі з активацією супутника, подібні до тих, з якими стикалася низка попередніх місій, запущених НАСА. Іншим визначальним фактором відстрочки стала призначена дата запуску HETE-2 з 28 січня по 8 лютого на ракетному полігоні Кваджалейн (KMR). NASA перенесло перший запуск на KMR на користь термінів середини травня. Вони також визначили, що додатковий час дозволить повернути супутник HETE-2 на східне узбережжя для додаткового моделювання та подальших випробувань, щоб збільшити ймовірність успішної місії. Обмежений бюджет і "однорядкові " конструкції основних систем HETE-2 накладали практичні обмеження на рівень тестування, яке могло бути виконано для підвищення надійності. У число додаткових випробувань на удар і вібрацію входив 1000-годинний цикл термовакуумних випробувань (в 1,5 рази довше, ніж випробування HETE-2 перед відправкою у термовакуумному режимі, і 1/4 необхідного терміну служби).
HETE-2 був успішно запущений 9 жовтня 2000 року.

## Місія

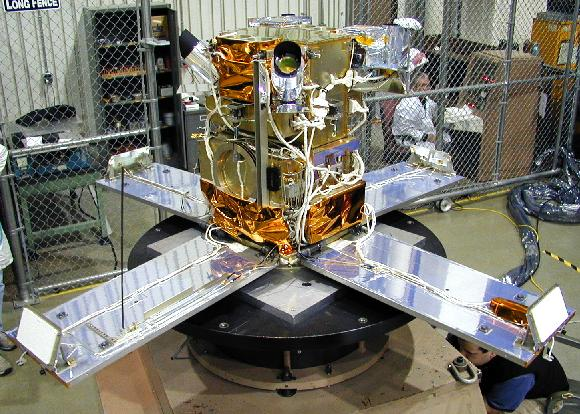
Тестування HETE-2

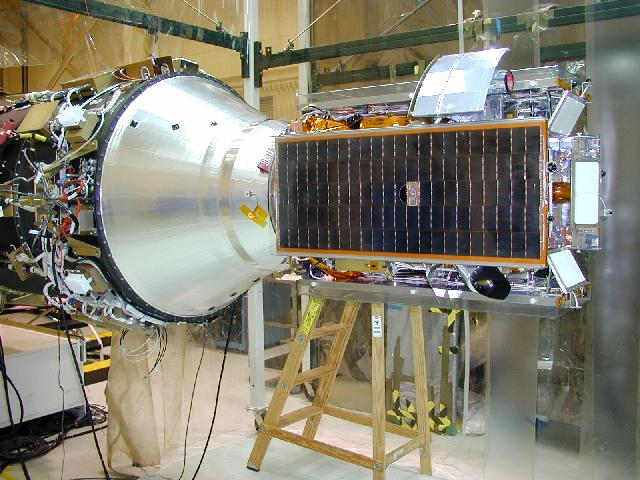
HETE-2, прикріплений до пускової установки Пегас

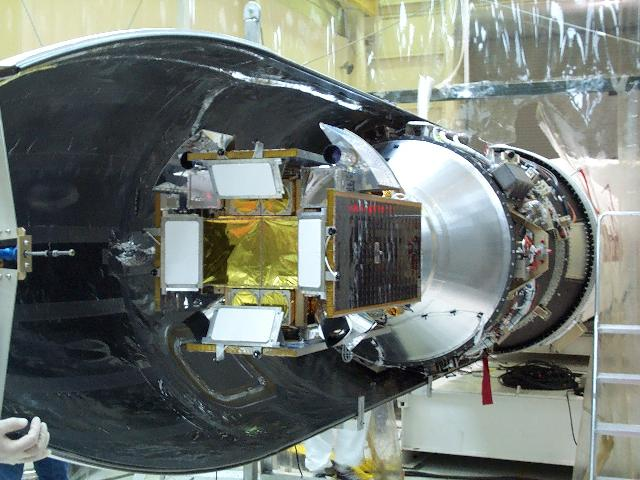
Виконання обтічника пускової установки

Головною метою HETE-2 було провести перше багатохвильове дослідження спалахів гамма-випромінювання (GRB) за допомогою ультрафіолетових (УФ), рентгенівських та гамма-променів, встановлених на одному компактному космічному кораблі. Унікальною особливістю місії HETE була її здатність локалізувати GRB з точністю до 10 кутових секунд у близькому до реального часу на борту космічного корабля та передавати ці позиції безпосередньо в мережу приймачів у існуючих наземних обсерваторіях, що забезпечує швидке та чутливе спостереження. дослідження в діапазонах радіо, інфрачервоного (ІЧ) та видимого світла. High Energy Transient Explorer 2 (HETE-2) було розроблено, щоб допомогти визначити їх походження та природу.

## Космічний апарат
Космічний корабель виглядає як прямокутний куб приблизно 100 × 50 × 50 см (39 × 20 × 20 дюйм) із чотирма пелюстками сонячних панель, що виступають знизу. У нижній частині космічного корабля розташовуються електроживлення, засоби зв’язку та управління орієнтацією, а у верхній – наукові інструменти. Живлення забезпечується сонячними панелями, виготовленими із стільникового алюмінію з кремнієвою підкладкою, кожна з яких видає  потужність у 42 Вт. Є 6 батарейних блоків, кожен з яких містить 24 нікель-кадмієві елементи 1,5 В кожна з ємністю 1,2 А-год. Зв'язок здійснюється через висхідну лінію S-діапазону (2.092 ГГц) і низхідний канал (2,272 ГГц) з використанням 5 подвійних антен. Дуже високочастотна (УКХ) низхідна лінія зв’язку (137,9622 МГц) використовувалася для сповіщень про спалахи в реальному часі через штирову антену, встановлену на одній із сонячних панелей. Контроль положень досягається за допомогою колеса імпульсу та трьох ортогональних котушок магнітного крутного моменту, керованих входами двох магнітометрів, дванадцяти датчиків сонця та оптичної камери. 

## Інструменти
Супутник має три прилади: 1) набір широкопольних гамма-спектрометрів (6-400 кеВ) (FREGATE); 2) широкопольний рентгенівський (2-25 кеВ) монітор (WXM) і 3) комплект м'яких рентгенівських камер (0,5-10 кеВ) (SXC). Ці інструменти охоплюють тілесний кут 1,5-2 стерадіана і будуть використані для одночасних широкосмугових спостережень у різних перерахованих діапазонах енергії. Мета місії полягає в тому, щоб безперервно сканувати небо та ідентифікувати випадки гамма-спалахів, встановлювати точні місця розташування та передавати координати майже в реальному часі (< 10 секунд). Прилади також використані для встановлення відносної швидкості й інтенсивності гамма-вихрів у діапазонах м’якого рентгенівського, середнього рентгенівського та гамма-випромінювання, проведення спектроскопії гамма-спалахів в діапазоні енергій 1–400 кеВ, вимірювання інтенсивності, часові історії та спектри м’яких ретрансляційних спалахів гамма-випромінювання, рентгенівських спалахів і перехідних процесів рентгенівського випромінювання чорної діри.

## Експерименти

### Французький гамма-телескоп (FREGATE)
Французький гамма-телескоп (FREGATE) — це набір всенаправлених гамма-спектрометрів, що призначені для виявлення та проведення спектроскопії гамма-спалахів. Прилад охоплює діапазон енергії від 6 до 400 кеВ зі спектральною роздільною здатністю ~25% при 20 кеВ і ~9% при 662 кеВ. Поле зору становить 3 стерадіани, а роздільна здатність за часом становить 10 мікросекунд.

### М'яка рентгенівська камера (SXC)
Камера м’якого рентгенівського випромінювання (SXC) призначена для виявлення спалахів гамма-випромінювання та вимірювання інтенсивності, часових коливань та спектрів рентгенівських спалахів і перехідних процесів рентгенівського випромінювання чорної діри . SXC складається з двох ортогональних наборів одновимірних рентгенівських зображень з кодованою апертурою. Тепловізори охоплюють рентгенівські промені діапазоном від 0,5 до 14 кеВ зі спектральною роздільною здатністю 46 еВ при 525 еВ і 129 еВ при 5,9 кеВ. Поле зору становить 0,91 стерадіана, а роздільна здатність за часом - 1,2 секунди.

### Ширококутний рентгенівський монітор (WXM)
Широкопольний рентгенівський монітор (WXM) на HETE-2 призначений для вимірювання інтенсивності, зміни часу та спектрів рентгенівських спалахів і перехідних процесів рентгенівського випромінювання чорної діри. WXM складається з двох ортогональних одновимірних рентгенівських детекторів, що охоплюють діапазон енергії від 2 до 25 кеВ. Спектральна роздільна здатність становить ~22% при 8 кеВ і 90% при 5 кеВ. Поле зору становить 1,6 стерадіана, а роздільна здатність синхронізації - 1 мілісекунду.

## Запуск
HETE-2 був запущений 9 жовтня 2000 року о 05:38:18 UTC у рамках наступної місії. Він був схожий на перший HETE, але замінив УФ-камеру додатковою рентгенівською камерою (Soft X-ray Camera або SXC), здатною забезпечити вищу точність локалізації, ніж оригінальний рентгенівський інструмент (широкопольний рентгенівський монітор або WXM). HETE-2 розмістили в 590 × 650 км (370 × 400 миля) еліптичній навколоземній орбіті. Космічний корабель завжди був спрямований у бік проти Сонця, і всі виявлені спалахи були принаймні 120° від Сонця. Поле зору було зосереджено майже на екліптиці. Протягом року було обстежено близько 60% неба. Після виявлення GRB зведені дані про спалахи негайно надсилаються на екваторіальні наземні станції, призначені лише для прослуховування, і пересилаються спостерігачам через мережу координат GRB менш ніж за 10 секунд після виявлення спалаху. Запланований термін експлуатації становить 18 місяців з можливим продовженням місії ще на 6 місяців або більше. З кутом нахилу 1,95°.

## Досягнення
Серед досягнень місії HETE-2:
- Відкриття GRB 030329, широко спостережуваного поблизу спалаху гамма-випромінювання, який міцно пов’язує GRB із надновими.
- Відкриття GRB 050709, який був першим коротким/жорстким GRB, знайденим з оптичним аналогом, призвело до твердого встановлення космологічного походження цього підкласу GRB.
- Темні спалахи, або гамма-всплески, які раніше вважалися такими, що не мають оптичних аналогів, не є повністю оптично темними. Деякі з цих темних гамма-спалахів дуже швидко згасають в оптиці, інші тьмяніші, але їх можна виявити за допомогою великих (метрового класу) телескопів.
- Створення іншого підкласу гамма-спалахів, менш енергійних рентгенівських спалахів (XRF), і їх першого оптичного аналога.
- Перші, хто надіслали кутові хвилини положення GRB спільноті спостереження протягом десятків секунд після початку GRB (і в кількох випадках, поки спалах тривав).

## Підсумок попередження про вибух
На веб-сайті HETE-2 наявний список із 6 GRB у 2001 році, 19 у 2002 році, 25 у 2003 році, 19 у 2004 році, 12 у 2005 році та 3 у 2006 році - останній зареєстрований у березні 2006 року.
У звітах тригерів зазначено 2 GRB у травні 2006 року та XRB у січні 2007 року.

## Останній статус
Станом на березень 2007 року «експлуатаційна ефективність космічного корабля HETE-2 і приладів знизилася через похилий вік нікель-кадмієвих батарей (NiCd) на борту».
Місія була завершена в березні 2008 року.

## Додаткові посилання
- HETE-2 в MIT